# Silke Helfrich

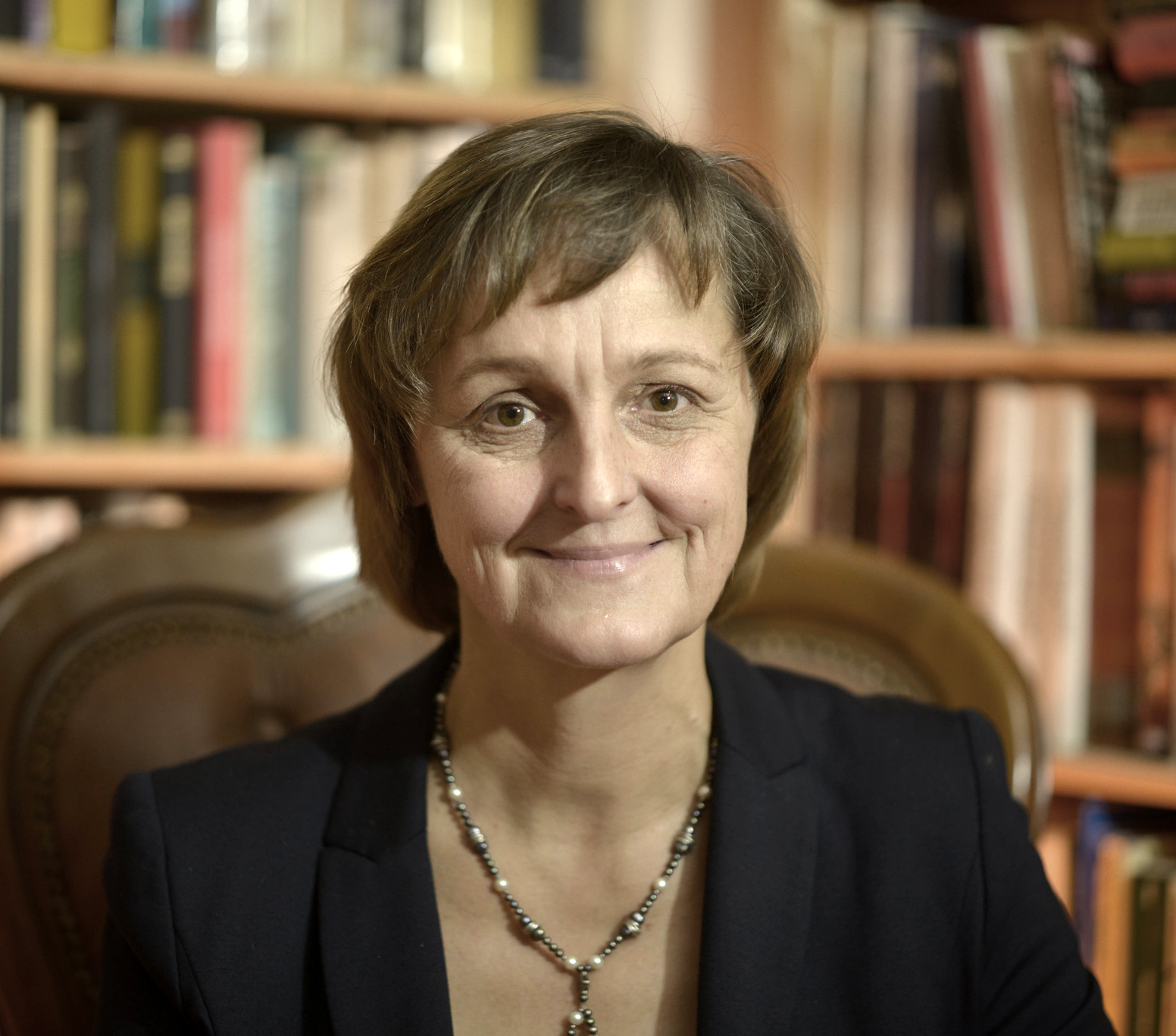
Silke Helfrich in ihrer Bibliothek am 3. November 2021

Silke Helfrich (* 13. Juli 1967 in Thüringen; † 10. November 2021 in Liechtenstein) war eine deutsche Autorin, Herausgeberin, Forscherin und Aktivistin zu Gemeingütern und Commons.

## Leben
Helfrich studierte Philologie/Romanistik, Sozialwissenschaften mit ökonomischem Schwerpunkt und Pädagogik an der Karl-Marx-Universität Leipzig. Von 1996 bis 1998 arbeitete sie für die Heinrich-Böll-Stiftung in Thüringen, leitete deren Landesstiftung und von 1999 bis 2007 stiftungseigene Regionalbüros für Zentralamerika, Kuba und Mexiko in San Salvador und Mexiko-Stadt. Sie veröffentlichte mit der US-amerikanischen Ökonomin Elinor Ostrom und übersetzte ihre Schriften.
Sie war Mitgründerin des deutschsprachigen Commons-Instituts, betrieb das CommonsBlog und war Teil der Commons Strategies Group. 2014 studierte sie im Master Ökonomie der Cusanus-Hochschule und half beim Aufbau von Stipendienmodell und Studierendenvertretung der Hochschule. 2018 und 2019 war sie Fellow des Institute for Advanced Sustainability Studies (IASS) in Potsdam. Helfrich war Mitglied der Kulturland-Genossenschaft. Sie sprach fließend Deutsch, Englisch, Spanisch, Französisch, Italienisch und Portugiesisch. Zudem verfügte sie über Grundkenntnisse in Katalanisch, Latein, Russisch und Japanisch.
Silke Helfrich verunglückte am 10. November 2021 bei einer kurzen Wanderung bei Schaan im Fürstentum Liechtenstein tödlich.

## Engagement für Gemeingüter
„Man darf sich die Commons-Welt nicht vorstellen wie ein Schlaraffenland, sondern wie ein Picknick, zu dem alle etwas beitragen.“

Silke Helfrich veröffentlichte mehrere Sachbücher und Sammelbände zu materiellen und geistigen Gemeingütern sowie Peer-to-Peer-Netzwerken (P2P) und -produktion. Sie wurden in mehrere Sprachen übersetzt. Ihr besonderer Fokus lag dabei auf den sozialen Prozessen und Mustern, in denen gemeinschaftliche Güter entstehen und erhalten bleiben (Commoning), sowie den Begriffen, die selbige beschreiben können. Bisherige Ausdrücke entsprächen dabei oftmals nicht der notwendigen Bedingung, eine nachhaltige und offene Nutzung zu implizieren. Freie Lizenzen sollen im besten Fall dazu beitragen, die Allmende langfristig zugänglich zu halten und strukturelle Vorteile wie beispielsweise von großen Unternehmen im Voraus auszuschließen (Peer Openness). Um derartige „Muster des Commonings“ festzuhalten, entwarf sie eine von Christopher Alexander inspirierte Theorie und Mustersprache.
In Fair, Frei und Lebendig warb Helfrich für das dem Fediverse entlehnte Federated-Wiki-Konzept Ward Cunninghams. Als Moderatorin einer Spendengala der Berliner Gazette warb sie 2015 für selbstorganisierte Bürger-Kliniken in Griechenland. Die Auszeichnung des venezolanischen Genossenschaftsverbunds Cecosesola mit dem Right Livelihood Award 2022 geht auf Silke Helfrich zurück. Zuletzt engagierte sich Helfrich für ein gemeinschaftliches und unbedingtes Grundauskommen (GrundausCommon) sowie die Etablierung von Commons-Public Partnerships (CPP).

## Rezeption
Helfrich wird gelegentlich als eine der bekanntesten Commons-Forscherinnen weltweit rezipiert. Ihre letzte Monographie wird unter anderem von David Graeber und Antje Schrupp empfohlen und wurde vielfach medial besprochen.

## Veröffentlichungen

### Sammelbände und Monographien
- mit Vera Hofmann, Johannes Euler und Linus Zurmühlen: Commoning Art – Die transformativen Potenziale von Commons in der Kunst. transcript Verlag, Bielefeld 2022, ISBN 978-3-8394-6404-5 (online verfügbar)
- mit Marianne Gronemeyer, Seyyed Hossein Nasr, Stefan Zekorn, Paul Zulehner und acht anderen: Weltbild für den Blauen Planeten, Auf der Suche nach einem neuen Verständnis unserer Welt. Continentia Verlag, Wiesbaden 2021, ISBN 978-3-9820862-2-4.
- mit David Bollier: Frei, fair und lebendig. Die Macht der Commons. transcript Verlag, Bielefeld 2019, ISBN 978-3-8376-4530-9 (online verfügbar).
- als Hrsg. mit David Bollier: Die Welt der Commons. Muster gemeinsamen Handelns. transcript Verlag, Bielefeld 2015, ISBN 978-3-8376-3245-3 (online verfügbar).
- als Hrsg.: Commons. Für eine neue Politik jenseits von Markt und Staat. transcript Verlag, Bielefeld 2014, ISBN 978-3-8376-2835-7 (online verfügbar).
- als Hrsg.: Elinor Ostrom: Was mehr wird, wenn wir teilen. Vom gesellschaftlichen Wert der Gemeingüter. oekom Verlag, München 2011, ISBN 978-3-86581-251-3.
- mit Rainer Kuhlen, Wolfgang Sachs und Christian Siefkes: Der Gemeingüter-Report. Wohlstand durch Teilen. Heinrich-Böll-Stiftung, Berlin 2009 (online verfügbar).
- Wem gehört die Welt? Zur Wiederentdeckung der Gemeingüter. oekom Verlag, München 2009, ISBN 978-3-86581-133-2.

### Einzelbeiträge (Auswahl)
- Silke Helfrich, Peter Stein: Was sind Gemeingüter? - Essay. In: Bundeszentrale für politische Bildung (Hrsg.): Aus Politik und Zeitgeschichte (APuZ 28-30/2011) Gemeingüter. 5. Juli 2011, ISSN 0479-611X. online verfügbar
- Commons. In: Ulrich Brand, Bettina Lösch, Benjamin Opratko, Stefan Thimmel (Hrsg.): ABC der Alternativen 2.0. VSA: Verlag, Hamburg 2012, ISBN 978-3-89965-500-1, S. 52/53 (vsa-verlag.de [PDF]).
- mit Johannes Euler: Vom mit und für zum durch. Zum Verhältnis vom Forschen und Beforschtwerden und zur Erforschung von Commons. In: Brigitte Aulenbacher et al. (Hrsg.): Öffentliche Soziologie. Wissenschaft im Dialog mit der Gesellschaft. Campus Verlag, Frankfurt/New York 2017, ISBN 978-3-593-50635-7.
- Commoning als Strategie der Armutsbekämpfung. In: Die Armutskonferenz (Hrsg.): Was allen gehört. Commons. Neue Perspektiven in der Armutsbekämpfung. Verlag des Österreichischen Gewerkschaftsbundes, Wien 2013, ISBN 978-3-7035-1609-2. (online verfügbar)

### Serious Games
- mit Julia Petzold (Hrsg.) und Sibylle Reichel (Design): Commoning oder wie Transformation gelingt. Auftakt einer Mustersprache. Basierend auf dem Buch von Helfrich/Bollier 2019. Druckereikollektiv Zollenspieker, Hamburg 2020.

„Wir müssen begreifen, dass unsere Freiheit auf der Freiheit der Anderen beruht und nicht eine Freiheit des isolierten Einzelnen ist, sondern Freiheit in Bezogensein.“